# Oppiella rara
Oppiella rara är en kvalsterart som beskrevs av Ivan och Vasiliu 1997. Oppiella rara ingår i släktet Oppiella och familjen Oppiidae. Inga underarter finns listade i Catalogue of Life.